# Pasaccardoa grantii
Pasaccardoa grantii là một loài thực vật có hoa trong họ Cúc. Loài này được (Benth. ex Oliv.) Kuntze mô tả khoa học đầu tiên năm 1891.